# Tramway de Toula
Le tramway de Toula est le réseau de tramways de la ville de Toula, capitale administrative de l'oblast de Toula, en Russie. Douze lignes pour 92,1 kilomètres de voies sont aujourd'hui exploitées, mais le réseau comporte dix-huit lignes, qui étaient toutes exploitées dans les années 1980. Il est officiellement mis en service le 7 novembre 1927.